# Helina guica
Helina guica este o specie de muște din genul Helina, familia Muscidae, descrisă de Qian în anul 2006. Conform Catalogue of Life specia Helina guica nu are subspecii cunoscute.